# Gammaskop
Das Gammaskop (andere Bezeichnung: Atomauge) ist ein Gerät zur Feststellung von Radioaktivität im Gelände und ist mit einem gegen Gammastrahlen empfindlichen Leuchtschirm ausgestattet. Es wurde 1954 auf der Luftschutzgeräteausstellung in Bad Godesberg gezeigt und kostete damals 20 Deutsche Mark.
Das Gerät kam 1955 u. a. bei Lehrgängen in der Landesluftschutzschule in der ehemaligen Douaumont-Kaserne in Hamburg-Wandsbek zum Einsatz. In diesen Kursen wurden Freiwillige über die Möglichkeiten des Selbstschutzes der Bevölkerung auch bei Atombombenangriffen unterrichtet. Diese Freiwilligen wurden in der Handhabung von Geräten wie dem Atomauge und dem Strahlungsnachweiser unterwiesen und sollten später als Lehrer bei der Aufklärung der Bevölkerung wirken.